# يو إس غولد
يو إس غولد (بالإنجليزية: U.S. Gold)‏ ، هي شركة بريطانية لتطوير ألعاب الفيديو، وكانت تقع مقرها في مدينة برمينغهام البريطانية، أسست عام 1984م، وأنحلت عام 1996م.

## سبب التسمية
سبب التسمية هو أن جيف وآن براون مؤسسا يو إس غولد قاما بتوزيع ألعاب البرمجيات والتي أرتفع شعبية الجمهور الأمريكي المحب لألعاب الفيديو.

## مصدر
1. ↑  Anderson, Chris (يونيو 1985). "On top of the US Goldmine". Zzap!64 (interview). ص. 46–48. مؤرشف من الأصل في 2016-04-11. اطلع عليه بتاريخ 2013-10-26.

## وصلات خارجية
- قالب:WoS pub
- Dream Team Basketball review on The PlayStation Museum